# Nigridonus illumina
Nigridonus illumina är en insektsart som beskrevs av Ball 1909. Nigridonus illumina ingår i släktet Nigridonus och familjen dvärgstritar. Inga underarter finns listade i Catalogue of Life.